# سي. إس. فورستر

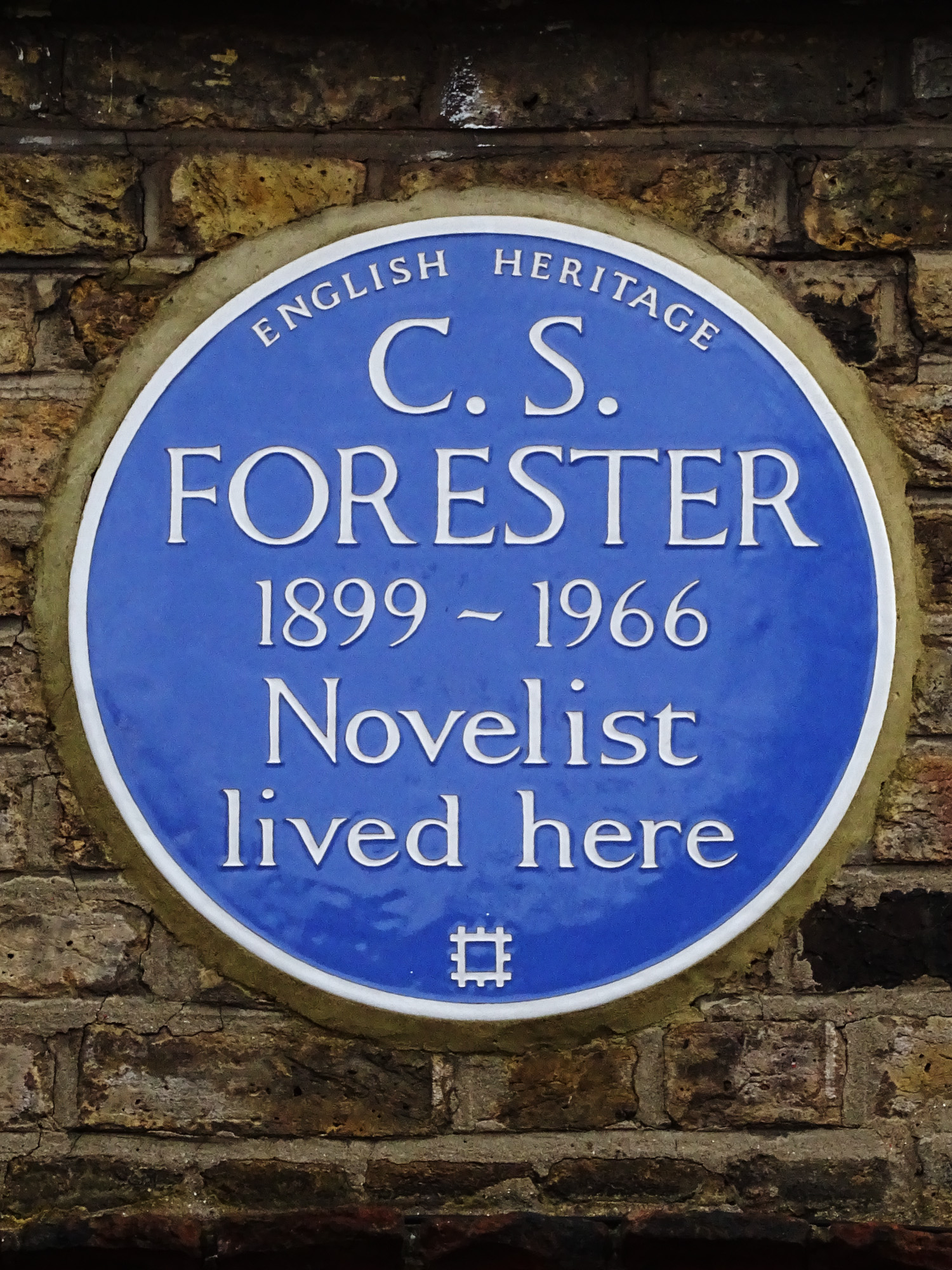

سي. إس. فورستر (بالإنجليزية: C. S. Forester)‏ (27 أغسطس 1899، القاهرة في مصر - 2 أبريل 1966، فوليرتون في الولايات المتحدة)؛ كاتِب، سيناريست، صحفي وروائي بريطاني.

## روابط خارجية
- سي. إس. فورستر على موقع IMDb (الإنجليزية)
- سي. إس. فورستر على موقع الموسوعة البريطانية (الإنجليزية)
- سي. إس. فورستر على موقع ميوزك برينز (الإنجليزية)
- سي. إس. فورستر على موقع قاعدة بيانات برودواي على الإنترنت (الإنجليزية)
- سي. إس. فورستر على موقع قاعدة بيانات برودواي على الإنترنت (الإنجليزية)
- سي. إس. فورستر على موقع قاعدة بيانات الأفلام السويدية (السويدية)
- سي. إس. فورستر على موقع إن إن دي بي (الإنجليزية)
- سي. إس. فورستر على موقع ديسكوغز (الإنجليزية)
- سي. إس. فورستر على موقع قاعدة بيانات الفيلم (الإنجليزية)